# Воћарство
Воћарство је грана земљорадње која се бави гајењем воћа. Развијено је у умереном и суптропоском појасу до 
60° сгш и 45° јгш. Најразвијеније је у близини великих градова и индустријских центара.
Водећа држава по производњи воћа је Кина са 85 милиона тона, а следе Индија, Бразил, САД и Италија. У овим државама се у највећој мери производи тропско и суптропско воће. 
| Водеће државе у свету по производњи воћа (000т) | Водеће државе у свету по производњи воћа (000т) |
| ----------------------------------------------- | ----------------------------------------------- |
| Кина                                            | 84.853                                          |
| Индија                                          | 53.361                                          |
| Бразил                                          | 36.532                                          |
| САД                                             | 28.568                                          |
| Италија                                         | 17.270                                          |

## Воћарство у Србији
Производња воћа је веома важна грана пољопривреде у Србији јер чини око 11% вредности пољопривредне производње у Србији. Највеће површине под воћњацима у Србији се налазе у западној Србији, Шумадији, Подунављу (Гроцка и Смедерево) и деловима јужне Србије.
Културе које су најзаступљеније у Србији јесу винова лоза, а затим и шљива, малина, јабука, вишња.
У Србији постоји велики потенцијал за извоз воћа. Тренутно по извозу предњачи малина, али се такође извози и шљива, вишња, јагода.
Међутим, иако постоји велики потенцијал за производњу и извоз воћа, Србија такође и увози воће. Не само оно које није могуће гајити у Србији већ и воће које је доступно у домаћим воћњацима као што су јабуке, крушке и шљиве.